# 黄脸草雀
，是雀形目唐纳雀科的一种鸟类，属于单型的黄脸草雀属（学名：Tiaris）。
黄脸草雀体重约8.5克，翼长约49.9毫米，喙宽度约4.1毫米，喙厚度约5.7毫米，嘴峰长约9.1毫米，跗蹠长约16.9毫米，尾长约41.4毫米。
黄脸草雀具有部分的迁徙性，栖息在城市公园等人工环境，它们是植食性动物，主要以植物的种子或坚果为食。

## 亚种
- T. o. pusillus，分布在墨西哥东部到哥伦比亚和委内瑞拉西部。
- T. o. intermedius，分布在科苏梅尔岛和奥尔沃克斯岛。
- T. o. ravidus，分布在巴拿马科伊瓦岛。
- T. o. olivaceus，分布在古巴岛、青年岛、开曼群岛、牙买加和伊斯帕尼奥拉岛。
- T. o. bryanti，分布在波多黎各。[4]